# 鹿島市立古枝小学校
鹿島市立古枝小学校（かしましりつ ふるえだしょうがっこう）は佐賀県鹿島市古枝甲にある市立小学校。

## 概要
歴史
1875年（明治8年）に八本木小学校（現在の鹿島市立浜小学校）の古枝分校として創立。1888年（明治21年）に「尋常古枝小学校」として独立。数回の改組・改称を経て、現校名になったのは1954年（昭和29年）。2025年（令和7年）に創立150年を迎える。
校章
花弁の絵を背景にして、中央に校名の略称である「古小」の文字（縦書き）を置いている。
校歌
1950年（昭和25年）制定。作詞は橋本野酔、作曲は陶山聰による。歌詞は3番まであり、1番の歌詞中に校名の「古枝」が登場する。
通学区域
住所表記で「鹿島市」の後に「大村方、鮒越、中尾、上古枝、下古枝、久保山、奥山、竹ノ木庭、平仁田開拓、七開、矢答、白鳥尾（一部）、山浦開拓（一部）」が続く地域。
中学校区は鹿島市立東部中学校。

## 沿革
- 1875年（明治8年）- 「八本木小学校 古枝分校」（下等小学校）が光明院に設置される。
- 1876年（明治9年）- 祐徳稲荷神社籠所に移転。
- 1880年（明治13年）- 山祇神社籠所に移転。
- 1881年（明治14年）- 中尾分校（下等小学校）が設置される。
- 1885年（明治18年）- 古枝・中尾の両分校を統合の上、上古枝に新築し、「浜小学校 古枝分校」（初等小学校）に改称。
- 1888年（明治21年）4月 - 尋常浜小学校より分離の上、「尋常古枝小学校」として独立。
- 1895年（明治28年）5月 - 「古枝尋常小学校」と改称。
- 1897年（明治30年）9月 - 新校舎が完成し、浜尋常小学校に委託していた児童を収容。
- 1903年（明治41年）4月 - 小学校令の改正により、義務教育年限（尋常科の修業年限）が4年から6年に延長される。これにより、尋常科5年を設置。
- 1904年（明治42年）4月 - 尋常科6年および高等科（修業年限2年）を設置の上、「古枝尋常高等小学校」に改称。
- 1915年（大正4年）8月 - 運動場を拡張。
- 1916年（大正5年）1月 - 講堂が完成。
- 1941年（昭和16年）4月1日 - 国民学校令の施行により、「古枝村国民学校」に改称。尋常科を初等科とする。
- 1947年（昭和22年）4月1日 - 学制改革が行われる。
  - 国民学校の初等科が「古枝村立古枝小学校」に改組される。
  - 国民学校の高等科は青年学校の普通科とともに、新制中学校「古枝村立古枝中学校[2]」に改組される。
- 1950年（昭和25年）
  - 7月 - 講堂を増築。
  - 9月2日 - 校歌を制定。
- 1954年（昭和29年）4月1日 - 鹿島市の発足により、「鹿島市立古枝小学校」（現校名）に改称。
- 1955年（昭和30年）4月1日 - 能古見小学校より、白鳥尾（小川内、東川内）地区が校区として移管される。
- 1956年（昭和31年）4月1日 - 校区変更により七浦小学校奥山分校より4年生以上の児童を本校に収容。
- 1958年（昭和33年）4月1日 - 七浦小学校より奥山分校が移管される。
- 1960年（昭和35年）4月1日 - 奥山分校が1級へき地学校に指定される。
- 1962年（昭和37年）
  - 4月 - 鹿島市立東部中学校古枝校舎（旧・鹿島市立古枝中学校）の施設設備が移管される。
  - 5月 - 2教室を増築。
  - 10月 - 鹿島市立東部中学校から学校林が移管される。
- 1964年（昭和39年）6月 - 完全給食を開始。
- 1965年（昭和40年）4月 - 特殊学級を設置。
- 1966年（昭和41年）5月 - 奥山分校で完全給食を開始。
- 1968年（昭和43年）8月 - プールが完成。
- 1970年（昭和45年）8月 - 旧校舎を解体。
- 1972年（昭和47年）
  - 3月31日 - 奥山分校が閉校。
  - 12月 - 体育館が完成。
- 1973年（昭和48年）9月 - 児童の標準服を制定。
- 1975年（昭和50年）12月 - 創立100周年記念式典を挙行。
- 1980年（昭和55年）4月 - 東部給食センターの設置により、自校調理方式からセンター配送方式に変更となる。
- 1982年（昭和57年）
  - 2月 - 新校舎（第一期工事）が完成。
  - 4月 - 新校章を制定。
  - 12月 - 新校舎（第二期工事）が完成。
- 1983年（昭和58年）3月 - アスレチックが完成。
- 1984年（昭和59年）5月 - 中庭に遊具が完成。
- 1987年（昭和62年）2月 - 相撲場が完成。
- 1994年（平成6年）8月 - アスレチック展望台を撤去。
- 2015年（平成27年）8月 - 電子黒板を全学級に配置完了。パソコン室のパソコンを完全にタブレット型に更新。
- 2017年（平成29年）8月 - 北校舎の大規模改造工事を完了。相撲場を解体。
- 2018年（平成30年）
  - 3月 - 相撲場の跡地に放課後児童クラブ新棟が完成。
  - 4月 - 通級学級「ままびの教室」を設置。
- 2019年（令和元年）
  - 8月 - 普通教室に空調設備の設置を完了。
  - 9月 - 管理棟の大規模改修工事を完了。
- 2020年（令和2年）8月 - スクールサポートスタッフを配置。

## 交通
最寄りの鉄道駅
- JR九州 長崎本線「肥前浜駅」

最寄りのバス停留所
- 祐徳バス「古枝小学校前」バス停

最寄りの幹線道路
- 佐賀県道282号奥山鹿島線 「古枝小学校前」交差点

## 周辺
- 鹿島藤津農業共済組合
- 鹿島市古枝公民館・林業センター
- 鹿島市林業体育館
- 祐徳稲荷神社
- 浜川